# Heliotropium elongatum
Heliotropium elongatum là loài thực vật có hoa trong họ Mồ hôi. Loài này được (Lehm.) Gürke mô tả khoa học đầu tiên năm 1893.